# Lucy Little
Lucy Little (født 1984)  er en dansk stripper og pornoskuespiller , der siden 2005 har spillet med i en lang række film.
Lucy har ligeledes startet en karriere inden for musik under navnet "Lucy". Hun betegner sig selv som sangerinde, rapper og sangskriver, og bevæger sig mest indenfor genrene Hip Hop, R&B, Pop og Club. Senest var hun med som feat. sammen med den danske rapper Zjakalen til sangen Når Mørket Falder.